# 環己醇
环己醇是一种有机化合物，化学式为HOCH(CH2)5。将环己烷的一个氢原子替换成羟基就会得到环己醇。这个化合物是吸湿性无色固体，气味似樟脑。纯环己醇在近室温下熔化。环己醇的年生产量已达数十亿公斤，主要用来合成尼龙。

## 生产
环己醇可以由环己烷在空气下氧化制备，通常以钴作为催化剂：
2 C6H12 + O2 → 2 C6H11OH
该反应的副生成物是环己酮，而这个混合物是己二酸的主要生产原料。在氧化作用会生成中间体氢过氧化物C6H11O2H。此外，环己醇可以由苯酚的氢化生成：
C6H5OH + 3 H2 → C6H11OH
这个反应可以得到调整，生成环己酮。

## 基本反应
环己醇可以进行二级醇典型的反应。环己醇可以被氧化成环己酮。这个氧化作用可以用铬酸催化。环己醇经过酯化后会转化为己二酸二环己酯和邻苯二甲酸二环己酯，可用作塑化剂。将环己醇加热，并以酸作为催化剂，可以将它转化成环己烯 。

## 结构
环己醇至少有两个固态，其中一个是塑性晶体。

## 应用
环己醇在聚合物工业中是重要的原料，可以制作尼龙和各种塑化剂。少量环己醇可用作溶剂。